# Cuenca (distrito de Huancavelica)
Cuenca é um distrito do Peru, departamento de Huancavelica, localizada na província de Huancavelica.

## Transporte
O distrito de Cuenca é servido pela seguinte rodovia:
- HV-125, que liga a cidade de Moya ao distrito de Huando
- PE-3S, que liga o distrito de La Oroya à Ponte Desaguadero (Fronteira Bolívia-Peru) - e a rodovia boliviana Ruta 1 - no distrito de Desaguadero (Região de Puno)[1][2][3]